# سنگ سفید (بختگان)
سنگ سفید (نی‌ریز)، روستایی از توابع بخش آباده طشک شهرستان نی‌ریز در استان فارس ایران است.

## جمعیت
این روستا در دهستان بختگان قرار دارد و براساس سرشماری مرکز آمار ایران در سال ۱۳۸۵، جمعیت آن ۵۰ نفر (۱۳خانوار) بوده‌است.